# Šipanska Luka
Šipanska Luka falu Horvátországban, Dubrovnik-Neretva megyében. Közigazgatásilag Dubrovnik községhez tartozik.

## Fekvése
Dubrovniktól 20 km-re északnyugatra, az Elafiti-szigetcsoport legnagyobb tagjának, Šipan szigetének nyugati részén egy északnyugatra néző tágas öbölben fekszik.

## Története
Šipan szigete már ősidők óta lakott. Az itt élt első ismert nép az illírek voltak, akik az i. e. 2. évezredtől fogva éltek itt magaslatokon épített erődített településeken és kövekből rakott halomsírokba temetkeztek. Két ilyen halomsír található Šipanska Luka határában, a Gradina nevű magaslaton pedig ókori erődítmény állt. Az illírek i. e. 35-ig uralták a térséget, amikor Octavianus hadai végső győzelmet arattak felettük. A rómaiak itt tartózkodásának bizonyítéka a településen megtalált római villagazdaság romja és ornamentikával díszített kövei. A Nyugatrómai Birodalom bukása után 493-tól a keleti gótok uralták a területet. 535-ben Dalmáciával együtt a Bizánci Császárság uralma alá került.
A horvátok ősei a 7. században érkeztek Dalmáciába és csakhamar megalapították első településeiket. Ezek elsőként a termékeny mező melletti, ivóvízzel rendelkező helyeken alakultak ki. A településen álló fennmaradt középkori szakrális építmények alapján megállapítható, hogy itt már a horvátok letelepedésének korai időszakában település állt. Šipanj szigetét a középkorban Jupana, Zupana és Supana néven is említik, a mai nevén 1371-ben szerepel először. Története szorosan kapcsolódik Raguza és a Raguzai Köztársaság történetéhez. A šipanska lukai Szent István plébániát 1347-ben alapították, amikor a plébániatemplomot is felszentelték. A templom azonban már a 11. században megépült és már 1252-ben említik. Ennél még régebbi a Szent Mihály és a Szent Péter templom, melyek ószláv építészeti jegyeket hordoznak. A 15. századtól több gazdag raguzai család épített nyaralót a településen, melyek közül kiemelkedik a Sorkočević család nyaralója. A šipanska lukai kikötő felett építette fel 1450-ben a köztársaság a sziget közigazgatási központját a késő gótikus kormányzói palotát. A köztársaság uralma idején a šipani gazdaság alapja a hajóépítés, a tengerészet, az olajbogyó termesztés, a halászat és a szőlészet volt. A sziget kormányzói között olyan neves személyiség is volt mint a horvát költő, műfordító és diplomata Ivan Franatica Sorkočević.
A Raguzát pusztító 1667-es nagy földrengés és tűzvész után a gazdaság kezdett visszaesni. A Raguzai Köztársaság bukása után 1806-ban Dalmáciával együtt ez a térség is a köztársaságot legyőző franciák uralma alá került, de Napóleon bukása után 1815-ben a berlini kongresszus Dalmáciával együtt a Habsburgoknak ítélte. 1857-ben 830, 1910-ben 648 lakosa volt. 1918-ban az új szerb-horvát-szlovén állam, majd később Jugoszlávia része lett. A településnek 2011-ben 212 lakosa volt, akik főként mezőgazdasággal foglalkoztak, illetve a közeli Dubrovnikban dolgoztak. Itt működik a sziget egyetlen postája. Az alapiskola (mely a slanoi iskola kihelyezett területi iskolája) alsó tagozatára csak a helyi gyermekek járnak, míg a felső tagozat az egész sziget alapiskolai oktatását szolgálja.

## Népesség
| Lakosság változása | Lakosság változása | Lakosság változása | Lakosság változása | Lakosság változása | Lakosság változása | Lakosság változása | Lakosság változása | Lakosság változása | Lakosság változása | Lakosság változása | Lakosság változása | Lakosság változása | Lakosság változása | Lakosság változása | Lakosság változása |
| ------------------ | ------------------ | ------------------ | ------------------ | ------------------ | ------------------ | ------------------ | ------------------ | ------------------ | ------------------ | ------------------ | ------------------ | ------------------ | ------------------ | ------------------ | ------------------ |
| 1857               | 1869               | 1880               | 1890               | 1900               | 1910               | 1921               | 1931               | 1948               | 1953               | 1961               | 1971               | 1981               | 1991               | 2001               | 2011               |
| 830                | 777                | 746                | 695                | 681                | 648                | 555                | 539                | 571                | 603                | 526                | 411                | 297                | 279                | 237                | 212                |

## Nevezetességei
- A Szent István templom 11. századi eredetű. Első említése 1252-ben, felszentelése 1347-ben történt. Harangtornya 1896-ban épült. A plébániát is 1347-ben alapították. A plébániaház eredetileg a templom előtt állt, de idővel kicsinek bizonyult és rossz állapotba került ezért lebontották. A mai plébániaházat 1894-ben építették, 2002-ben megújították.[4]

- A Szent Megváltó templom a Brdo nevű magaslaton épült a 14. században. A templom 6,68 m hosszú, 4,37 m széles és 3,96 m magas. A bejárat a nyugati homlokzaton található. Az ajtókeret csiszolt kőből készült. Az oldalfalak nem párhuzamosak egymással. Az északi falon van egy ablak, az ajtó felett pedig egy kis ablak. A nyugati homlokzat oromzatán egy kis harangdúc található, benne egy haranggal.[5]

- A Szent Mihály templom maradványai a településtől délre, egy magas és megközelíthetetlen tengerparti szirten állnak. Építészeti jegyeit tekintve az ószláv templomot stílusában építették, 1282-ben említik először. Egyhajós kőépület, félköríves apszissal, amelyet egykor dongaboltozattal láttak el. Az épület szerkezetében az építés két szakasza azonosítható. Az első szakasz a 6. - 7. század, az épület keletkezésének időszaka. A falazás stílusa mellett erre utalnak az említett időszakra jellemző formájú faltöredékek is. A második szakasz a késő középkori időszakra nyúlik vissza, amikor a templomot kibővítették.[6]

- A település központi részén elhelyezkedő Szent Antal templomot a 17. században építették. A helyén egy Szent Miklósnak szentelt templom állt, melyet 1252-ben már említenek. A téglalap alaprajzú, kisméretű templom nyugat-keleti tájolású, kőtömbökből épült, boltozattal fedett belsővel. A nyugati homlokzaton egy tornác található, amelynek teteje valamivel alacsonyabb, mint a templom teteje. A tető alatt kőprofilos portál található, a homlokzat tetején pedig kőből készült harangdúc áll. A templom nyeregtetője fából készült, tetőcserép borítással.[7]

- A Szent Péter templom a Velji Vrh nevű magaslaton áll. Építészeti jegyeit tekintve az ószláv templomot stílusában építették, 1275-ben említik először.

- A Dubraván álló Szent Márk templom ma már romos állapotban, használaton kívül áll.

- A kormányzói kastélyt 1450-ben építették késő gótikus stílusban. Egyemeletes épület, nyitott lépcsővel és terasszal. A település felett, stratégiai helyen áll, kerttel és melléképületekkel. Falait puskalőrésekkel látták el, amire a kalózveszély miatt volt szükség. Az udvar gótikus bejárata felett 1450-ből származó gót betűkkel ellátott felirat található, amely a levéltári dokumentumokban említett három főurat tartalmazza, a bejárati ajtó felett pedig Szent Balázs-szobor található. A homlokzaton gótikus biforáma látható. Az udvaron alatt egy gótikus címerrel ellátott, levéldíszítésű kávás kút található.[8]

- A Sorkočević (Sorgo) család nyaralója a Szent Jeromos kápolnával, mely egy 15. századi Szent Ilona templom alapjaira épült. A nyaraló egy családi házból áll terasszal, ciszternával és egy rommal, valamint egy kis kerthelyiséggel. Az egész komplexumot fal veszi körül. A házba lépve egy tipikus előszobába lépünk, ahonnan négy ajtó vezet a szobákba és a konyhába. Minden belső és külső ajtó reneszánsz stílusú. A csarnokban van egy nagy reneszánsz fűrész, egy reneszánsz kandalló és egy faliszekrény. Az egyik szobában van egy kis reneszánsz kandalló. A kastélynak korábban emelete is volt, amely egy nagy földrengésben leomlott, és soha többé nem építettek újjá.[9]

- Lokardina-öböl régészeti lelőhely

- Gradina ókori vármaradványok.

- Tenger alatti régészeti lelőhely a Tiha-foknál

## Gazdaság
Lakói főként a mezőgazdaságból és a turizmusból éltek. A helyi gazdaság fő terményei az olajbogyó, a füge, a szőlő, a gránátalma és a szentjánoskenyér. A termelést még lehetne növelni, de kevés a munkáskéz. A sziget 1999-ben bekerült a Guinness rekordok könyvébe is az egy lakosra jutó legnagyobb olajbogyó termésével, melyből Šipanska Luka egymaga 76 330 kilogrammot termelt.